# Chanoinesses régulières hospitalières de la Miséricorde de Jésus
Pour les articles homonymes, voir Hospitalière (homonymie).
Les Chanoinesses régulières hospitalières de la Miséricorde de Jésus de l'ordre de Saint-Augustin sont une congrégation monastique catholique originaire de Dieppe.

## Histoire
La congrégation est pour la première fois mentionnée dans une bulle du pape Honorius IV, en 1285.
Après le concile de Trente, la congrégation sera profondément réformée. Approuvé par François de Harlay de Champvallon, archevêque de Rouen, le 3 janvier 1629 et par le pape Alexandre VII le 27 août 1665, en 1639 la congrégation des Augustines de la Miséricorde de Jésus ouvre l'Hôtel-Dieu de Québec, le premier hôpital de la Nouvelle-France.
Jacques Le Prévost d'Herbelai qui était maître des requêtes fit appel aux religieuses hospitalières de Dieppe en leur assurant, par contrat du 18 juin 1652, 1 500 livres de rente et d'une maison située à Gentilly près de Paris. En 1655, elles sont autorisées à transférer leur maison à Paris, dans une propriété sise rue Mouffetard, achetée au sieur Le Begue en 1653, composée de 2 maisons accompagnées de cours et de jardins qui deviendra l'hôpital de Saint-Julien et de Sainte-Basilisse ou hôpital de la Miséricorde de Jésus, puis la caserne Monge.
Cet ordre religieux a été décrit dans un ouvrage publié au milieu du XIXe siècle ; il possédait par exemple 17 hospices en France et deux au Québec à cette époque.
La bienheureuse Marie-Catherine de Saint-Augustin appartient à cette congrégation. Bien que trop souvent considérée comme la fondatrice des Augustines au Canada, elle arrive sur le territoire neuf ans après la fondation de l'Hôtel-Dieu de Québec par Marie Guenet, Anne LeCointre et Marie Forestier.
Le 12 septembre 1946, les couvents de France, d'Angleterre et d'Afrique du Sud se regroupent en fédération. Depuis 1957, une fédération existe également au Canada.
En 2008, on compte 310 religieuses de la fédération canadienne et 181 religieuses de la fédération française.